# David Kebekus
David Kebekus (* 1984 in Bergisch Gladbach; anfangs unter dem Künstlernamen David Kebe aufgetreten) ist ein deutscher Comedian, Regisseur und Autor.

## Leben und Wirken
Kebekus arbeitet seit 2005 als Autor unter anderem für die Produktionen Freitag Nacht News, Switch reloaded, Ladykracher, Joko gegen Klaas – Das Duell um die Welt und PussyTerror TV. Ab 2009 studierte er „Regie und Drehbuch“ an der Kunsthochschule für Medien Köln. Seit 2013 arbeitet er als Regisseur unter anderem für Pussy Terror TV und die heute-show. 
Ab 2017 war er mit seinem ersten Soloprogramm Aha? Egal. auf Tour. Anfang 2019 startete Kebekus zusammen mit Jan van Weyde den wöchentlich erscheinenden Podcast Lass hör’n und war für den Prix Pantheon (WDR) nominiert. Seit 2020 läuft wöchentlich seine eigene Radio-Comedy Scheiße, aber geil auf 1LIVE. Seit Februar 2024 ist er mit seinem zweiten Soloprogramm überragend auf Tour. Im November 2025 startet sein drittes Soloprogramm mit dem Titel Sensible Inhalte.
Er lebt in Köln. Seine ältere Schwester ist die Komikerin Carolin Kebekus.

## Fernsehauftritte (Auswahl)
- 2005: Freitag Nacht News
- 2009: Broken Comedy
- 2013: Joko gegen Klaas – Das Duell um die Welt
- 2015: PussyTerror TV
- 2023: Ich bin ein Star – Die Stunde danach
- 2023: 1LIVE Köln Comedy-Nacht XXL[10]
- 2023: The Masked Singer

## Auszeichnungen
Er wurde 2010 als Autor der Sendung Broken Comedy in der Kategorie Unterhaltung für den Grimme-Preis nominiert. Ferner ist er Gewinner des Montreux Comedy Award 2011 als Mitglied des Autorenteams von Broken Comedy in der Kategorie „Beste Sketchshow“.